# Parapsyra laticauda
Parapsyra laticauda är en insektsart som beskrevs av Heinrich Hugo Karny 1926. Parapsyra laticauda ingår i släktet Parapsyra och familjen vårtbitare. Inga underarter finns listade i Catalogue of Life.